# Долина реки Лихоборки (ландшафтный заказник)

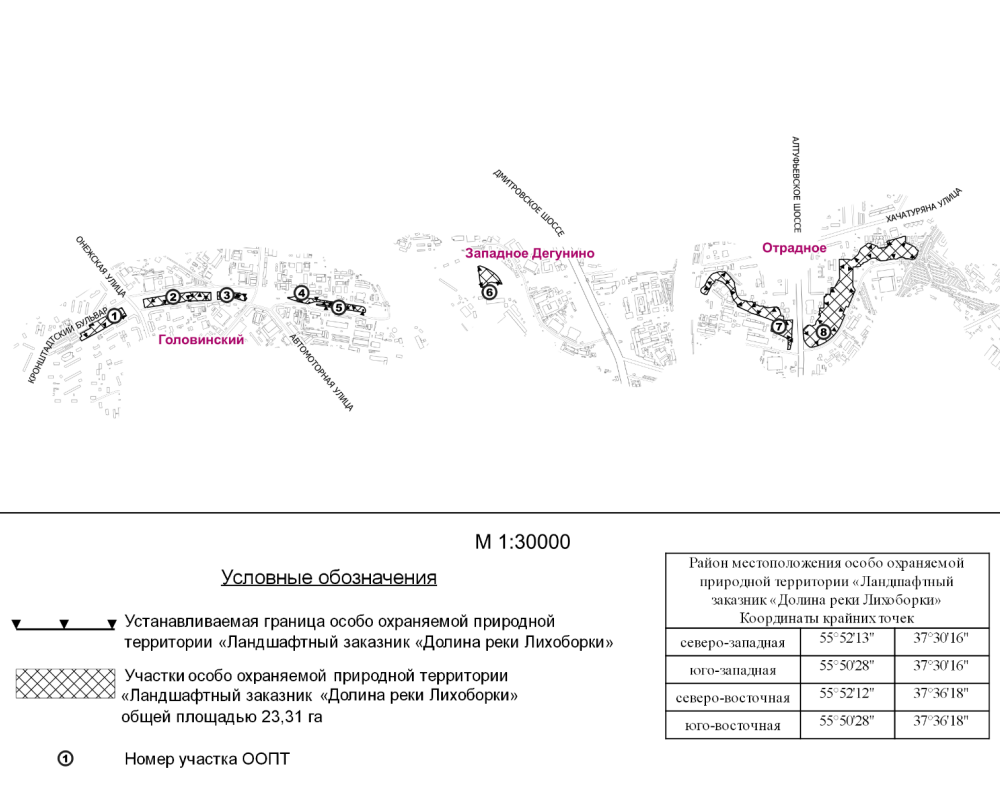
ООПТ Ландшафтный заказник «Долина реки Лихоборки»

Ландшафтный заказник «Долина реки Лихоборки» — особо охраняемая природная территория (ООПТ). Располагается в границах Северного и Северо-Восточного административного округа города Москвы, в районах Головинский, Западное Дегунино и Отрадное. 
Площадь заказника составляет — 23,31 га. Заказник располагается вдоль реки Лихоборки — самого крупного правого притока Яузы, ее протяженность — около 18 км.
Ландшафтный заказник «Долина реки Лихоборки» образован постановлением Правительства Москвы от 21 февраля 2023 г. N 287-ПП «Об образовании особо охраняемой природной территории регионального значения «Ландшафтный заказник «Долина реки Лихоборки».
На данный момент работы по благоустройству еще не начались.

## Флора и фауна
По словам пресс-службы мэра и правительства Москвы, «флора новой природной территории представлена лесными, луговыми, болотными, водными и другими естественными растительными сообществами. В речной долине обитают редкие для столицы огарь, или красная утка, озерная лягушка, европейский крот. Также здесь можно увидеть многих обычных городских пернатых — синицу, лазоревку, воробья, зеленушку. На пролете либо кормлении встречаются обыкновенная пустельга, коростель, камышница, белоспинный дятел».